# 特伦托省蒂奥内
特伦托省蒂奥内（義大利語：Tione di Trento），或纯音译为蒂奥内-迪特伦托，是意大利特伦托自治省的一个市镇。总面积33平方公里，人口3655人，人口密度110.8人/平方公里（2009年）。ISTAT代码为022199。